# Aereon 26
L'Aereon 26 était un aéronef expérimental américain testé en vol en 1971, que de nombreux spectateurs non avertis prirent pour un OVNI.

## Un avion gonflé
À la fin des années 1960, le monde aéronautique s’intéressait beaucoup aux fuselages porteurs et la société Aereon estima qu’en combinant cette formule avec la technique du dirigeable on pouvait réaliser un appareil de transport de fret économique à forte charge utile. Une solution qui devait permettre d’améliorer la fiabilité des ballons et réduire les problèmes d’assistance au sol.
Entre 1967 et 1970 de nombreux essais de soufflerie furent réalisés (Project Tiger) pour étudier les caractéristiques de vol, de stabilité et de maniabilité d’un ballon deltoïde. Des essais avec des maquettes volantes furent ensuite réalisés pour améliorer la pilotabilité et la maitrise des effets de sol. Un engin probatoire, l’Aereon 26, fut finalement réalisé ; Long de 8,25 m et pesant 545 kg avec un moteur propulsif monté au-dessus du fuselage et un train tricycle fixe, il était réalisé autour de trois cellules gonflées à l’hélium disposées en triangle. Après des essais au sol réalisés au Centre des Essais en vol (NAFEC) de la FAA en 1970, des essais en vol eurent lieu en mars 1971 dans la région d’Atlantic City dans le New Jersey. On note un nombre anormalement élevé de témoignages de présence d’OVNI dans le New Jersey à cette époque. C’est probablement le principal titre de gloire de cet appareil original.

## Des projets originaux
L’Aereon 26 devait être le prototype à échelle réduite du Dynairship, breveté dans 10 pays, une plate forme de surveillance navale de très grande autonomie, longue de 183 m, dont l'idée fut relancée en 2003 par l'US Navy.
Dans les années 1980, une plate-forme AWACS fut également étudiée pour l’US Air Force. L’Aeron 340, long de 104 m pour 78 m d’envergure, devait être propulsé par 4 turbopropulseurs.